# خلیل بیدس
خلیل ابراهیم بَی۫دَس (۱۸۷۴–۱۹۴۹) آموزگار، روزنامه‌نگار، نویسنده و مترجم فلسطینی بود. او را نخستین نویسندهٔ فلسطینی می‌دانند که به داستان‌نویسی نوین شهرت گرفت. بیدس پدر یوسف بیدس، بانکدار لبنانی فلسطینی بود و پسر عموی پدر ادوارد سعید بود. همراه با معاصران مانند خلیل السککینی، محمد ایزاد دروازه و نجیب نسر، بیداس یکی از روشنفکران برجسته فلسطین در اوایل قرن بیستم بود.

## زندگی
در ۱۸۷۴م / ۱۲۹۱ق در ناصره زاده شد. در مدرسهٔ روسی همان‌جا دانش آموخت سپس به دانشسرای معلمان رفت. سال‌ها به آموزگاری پرداخت. مدیر مدرسه‌های روسی کوچکی در سوریه و لبنان شد. مجلهٔ النفائس العصریة را در حیفا و قدس منتشر ساخت (۱۹۰۸–۱۹۱۲). سپس آن را در ۱۹۱۹م دوباره در حیفا بازچاپ نمود. در همان سال آموزگار زبان عربی در اورشلیم|قدس شد. در جنگ فلسطین ۱۹۴۸ به امان پناه برد. سپس در بیروت مستقر شد و همان‌جا در سال ۱۹۴۹م/ ۱۳۶۸ق درگذشت. کتابخانهٔ شخصی‌اش به دانشگاه عبری اورشلیم رسید.

## آثار
بیشتر آثار او، ترجمه‌هایش از روسی به عربی است. آثار تألیفی او:
- العقد الثمین فی تربیة البنین
- العقد النظیم فی تاریخ الروس
- مرآة المعلمین
- دولت‌های اسلامی
- تاریخ قدس[۱]